# جي فانك
الجي-فانك (بالإنجليزية: G-funk)‏ أو فانك العصابات (بالإنجليزية: gangsta-funk)‏ هو نوع فرعي من موسيقى الهيب هوب انبثق من راب عصابات الساحل الغربي في أوائل تسعينات القرن العشرين، وتأثر بشكل كبير بصوت فانك السبعينات لفنانين وفرق مثل مجموعة Parliament-Funkadelic.